# Hand Some
Albums de Betty Goes Green
Hunaluria
(1993) Hedonic Tone
(1996)
Hand Some, sorti en 1994, est le troisième album du groupe de rock belge Betty Goes Green.

## L'album
Toutes les compositions de l'album sont de Luc Crabbé.

Deuxième et dernier album produit par Mike Rathke, guitariste-producteur de Lou Reed.

Seul album avec Tjenne Berghmans, ancien guitariste de Clouseau, qui remplace à sa demande Pieter De Cort, malade. Il rejoindra ensuite les Scabs.

## Les musiciens
- Luc Crabbé : voix, guitare
- Tjenne Berghmans : guitare
- Tony Gezels : basse
- Joël Bacart : batterie
- Nathalie Duyver : piano, claviers, voix

## Liste des titres
1. I Love It - 4 min 04 s
2. It's Been a Long Time - 3 min 42 s
3. Got to Hook Her - 3 min 59 s
4. Dropped By the Rain - 3 min 06 s
5. Fatal Move - 3 min 36 s
6. Save Me - 3 min 06 s
7. Village Called Home - 3 min 25 s
8. Lies - 4 min 23 s
9. Sister Lucy - 3 min 52 s
10. Boop Boop (Two Minutes of Sand) - 3 min 17 s
11. Go Down - 3 min 21 s
12. Wigs - 7 min 44 s

## Informations sur le contenu de l'album
- Wigs, I Love It et Got to Hook Her sont sortis en singles.
- Lou Reed chante sur It's Been a Long Time.
- Rob Wasserman tient la basse sur Lies.